# Joan I Malatesta de San Mauro
Joan I Malatesta de San Mauro fou fill de Rambert Malatesta de San Mauro i fou consenyor de San Mauro, Monleone, Calbana, Calbanella, Ginestreto, Secchiano i Castiglione. El 1430 va ocupar la senyoria de Monte Porzio, però hi va renunciar a canvi de la quota de la senyoria de Castiglione que posseïa la senyora Ludovica. Fou capità de l'exèrcit del duc de Milà i va morir a Màntua vers 1435. El 18 de gener del 1402 es va casar a Rimini amb Verde degli Atti, fill del senyor de Sassoferrato.